# A-2001

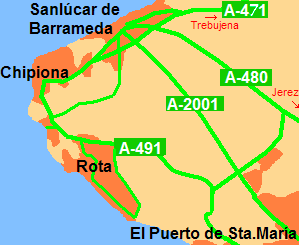
Mapa detall

L'A-2001 (anteriorment denominada CA-602) és una carretera de la província de Cadis de 17,86 km de recorregut, que va des del Puerto de Santa María fins a Sanlúcar de Barrameda (interseccionant amb la A-480). Forma part de la xarxa de carreteres de la Junta de Andalucía.